# 黒澤エレナ
黒澤 エレナ（くろさわ エレナ、1987年1月13日 - ）は、日本のAV女優。

## 略歴
東京都出身。2005年に藤咲うららとしてAVデビュー。趣味・特技:カラオケ・テニス。
2007年、黒澤エレナとして活動している。

## 出演作品

### アダルトビデオ

#### 藤咲うらら 名義
2005年
- 競泳水着コレクション 5（5月31日、ウィッシュ）
- 新ピタ☆パン 3（10月30日、ゴリラプロジェクト）

2006年
- 生姦・中出し極上素人娘 アタックマン 犯り逃げ御免 全員顔出し!9人GET!2人中出し!（6月8日、ヒビノ）
- 集団痴女お姉ギャル 完全版（8月18日、おかず。）
- パイパンW中出し Vol.1（9月13日、カルマ）
- モーターギャルズ 5（9月25日、イマージュ）
- 中出し強要ギャル痴女（9月29日、うまなみ。）
- 巨乳コギャルズ健康診断（10月19日、CROSS）
- 撮影現場からAV女優をお持ち帰り!（10月20日、サスケ）
- 素人ギャルをナンパして潮吹かせちゃいました! 2（10月27日、ケイ・エム・プロデュース）
- イエラボ・リポート03 〈アダルト版〉（11月29日、イエローラボ）
- エステティシャン養成スクールを開校させて女生徒を個人指導してヤる VOL.1（12月7日、DANDY）
- 30人の観衆の前で公開羞恥獣姦2 （12月13日、カルマ）

2007年
- グレーゾーン04（2月10日、プレステージ）
- エロモーション Vol.3（3月10日、ラハイナ東海）
- 眠らせて クロロホルム 睡眠薬 アルコール 暴行（4月13日、FA映像出版プロダクト）
- 眠らせてレイプ大全集　ナマナマしいエロチックな全裸女体（7月25日、FA映像出版プロダクト）

#### 黒澤エレナ 名義
2007年
- パチンコ屋逆ナン(＾o＾)（5月4日、Hunter）※「江口麻衣」名義
- 悪酔い美人姉さんたちが朝まで無礼講ち○ぽ遊び（6月1日、アロマ企画）※AV OPEN 2007 チャレンジステージエントリー作品
- THE FUCK FUCK FUCK 61DX（6月16日、クリスタル映像）
- お姉さんが犯してあげる 39（7月28日、クリスタル映像）
- いい中出し 愛ある中出し お願い中にほしいの（8月24日、おかず。）
- ギャル店員だらけのメンズエステ日焼けサロン 噂のスポットをリアル盗撮!!（9月6日、GARCON）
- バレーボール部のお姉さん達がシゴいてあげる（9月15日、ジェイモデル）
- 出版会社の受付嬢をまかされた女優をイタズら!?（10月20日、ホットエンターテイメント）

2008年
- コギャル温泉コンパニオン ZABOON（1月18日、おかず。）
- 素人にこんなコトさせちゃいました 13（2月1日、アイデアポケット）
- 調教限界 10人の未開発天使たち（2月7日、アタッカーズ）
- 達磨アクメ 十三（2月16日、BabyEntertainment）
- ネバネバ唾液のドロドロレズ接吻コレクション（3月13日、アロマ企画）
- Finger Job! 02（4月18日、SEX Agent）
- 史上最強ギャル キャットファイトグランプリ!!（5月8日、GARCON）
- 脱ぐだけじゃ済まない女だけの脱衣マージャンレズバトル（5月19日、CROSS）
- MODEL CLUB CLASS A ver.18（silvia）
- OLの黒ソックス 2（6月5日、フリーダム）
- カラータイツ 2（6月5日、フリーダム）
- 競泳水着顔騎オナニー（7月5日、フリーダム）
- 美少女の足裏 7（7月5日、フリーダム）
- 極上手コキ vol.4（7月19日、ミスター・インパクト）
- 幻惑の快楽エステサロン 4（7月19日、ラハイナ東海）オムニバス作品
- BANQUISH 24 ERENA（7月23日、プレステージ）
- 子供を有名私立幼稚園に通わせているセレブな美人園児ママはどうすればラブホに連れ込めるのか？ Part.8 中野妻編（7月26日、ラハイナ東海）
- 渋谷BLACK VS 横浜BLACK 超有名2大ギャルサーが関東最強の座を賭けて真剣バトル!!（8月7日、GARCON）
- ママに内緒の性感マッサージ大作戦!!女性専用エステティックサロン編（8月9日、ラハイナ東海）
- ジガドリ★オナニー 15（8月16日、ラハイナ東海）
- ママに内緒の浮気調査中出し大作戦!!（8月23日、ラハイナ東海）
- ギャルのニーソックス 5（9月5日、フリーダム）
- 罪女SM刑罰 浣腸女刑事（12月1日、シネマジック）
- 噴射ガマンの逆ナン指令 野外浣腸悪戯（12月15日、スターパラダイス）
- 高級ソープよりもすごい 極上ウラ風俗04 桜あやめ（12月19日、プレステージ）
- 超絶Wメガうんこ レズ浣腸ぶっかけ中出しSEX（12月25日、オペラ）

2009年
- パンスト妄想脚 沢井初美（2月19日、ミル）※「沢井初美」名義
- 第3回 史上最強ギャル キャットファイトグランプリ!! 予選ラウンド（3月5日、GARCON）
- 女の子全員18歳スペシャル! 女子○生!卒業旅行争奪! SOFT ON DEMAND的 ツイスターゲーム!（3月5日、SODクリエイト）
- 幻惑の快楽エステサロン 新作撮り下ろし＋総集編 4時間（3月14日、ラハイナ東海）
- 私立IP女学院 4（4月1日、アイデアポケット）
- 下剤・お漏らし・羞恥アクメ（4月19日、ドグマ）
- 第3回 史上最強ギャル キャットファイトグランプリ!! 決勝トーナメント!!（5月7日、GARCON）
- FELLATIO FESTIVAL 13（6月1日、アイデアポケット）他多数出演
- 着衣パイズリ（6月5日、OFFICE K'S）
- 短小包茎悪臭ちん●嬲り（10月4日、フリーダム）
- 美人女教師金蹴り指導（10月5日、フリーダム）
- 美脚女教師　脚責め（11月5日、フリーダム）
- 据え置きディルド騎乗位大連発（12月18日、セックスエージェント）

2010年
- 勘違い女ゴミ箱行き（6月13日、妄想族ブラック）
- CFNM羞恥手コキ株式会社（8月13日、アロマ企画）